# Perturbação

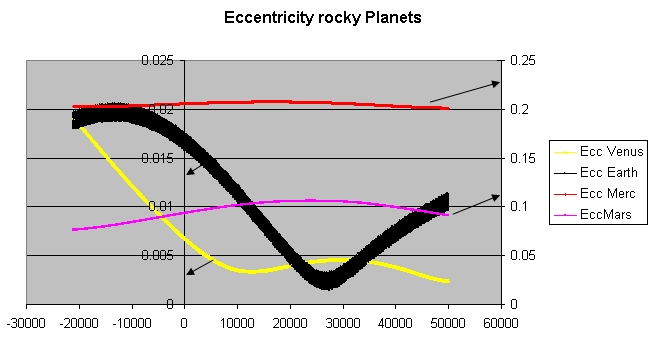
Simulação Gravitacional, entre Mercúrio, Vênus, Terra e Marte.

A perturbação astronômica, ou somente perturbação, é o termo usado pela Astronomia em conexão com as descrições da moção complexa de um corpo maciço que está sujeito a efeitos gravitacionais significativos mais do que uma outra entidade maciça.
A órbita de um corpo em relação ao primário (por exemplo, um planeta orbitando o Sol, ou um satélite natural ou artificial orbitando um planeta) é dada por uma órbita osculadora: os seis parâmetros orbitais que definem a órbita elíptica, solução do problema dos dois corpos para aquele par. Esta órbita osculadora pode ser imaginada como a órbita que seria seguida pelo sistema de dois corpos caso, instantaneamente, desaparecessem todas as perturbações - aqui incluídas as perturbações gravitacionais dos demais corpos, as perturbações gravitacionais resultantes da não-esfericidade dos dois corpos em questão, e forças não-gravitacionais.